# Goran Ivandić
Goran "Ipe" Ivandić, jugoslovanski (srbski) rock bobnar, * 10. december 1955, Vareš, † 12. januar 1994, Beograd.
Znan je po svojem delu z Bijelim dugmetom.

## Biografija
Ivandić je bil rojen v Varešu v srednji Bosni. Njegova lastna sestra je Gordana Ivandić, kasneje pevka skupin Mirzino jato in Makadam. Kot deček se je preselil v Sarajevo. V osnovni šoli je obiskoval ure violine, po zaključnem izpitu pa se s tem ni več želel obremenjevati. 
Sredi sedemdesetih let 20. stoletja Ipe in njegovi prijatelji ustanovil skupino v okviru Pionirskega centra »Boško Buha« v Sarajevu, delovala je glasbena sekcija. Skladba se je imenovala "in Ipet je dobil bobne.

## Kariera
Ker mu je glasba jemala prosti čas, je Ipe ponavljal drugi razred srednje šole in prešel na izredni študij. Poleti 1972 je skupina Moby Dick Ipeta povabila na trimesečno "stojnico" v Trpanj. Ko se je vrnil v Sarajevo, je Ivandić postal eden najbolj iskanih bobnarjev v mestu. Odločil se je za zasedbo, sestavljeno iz znanih in glasbeno izobraženih glasbenikov iz Sarajeva, katerih ideje je kasneje združil Gabor Lenđel, vodja skupine Teška industrija. Poleti 1973 je izgubil službo na morju in zaradi okoliščin ostal v Sarajevu in se po pogovoru z Goranom Bregovićem odločil za preselitev v Bijelo Dugme.
Naslednja leta je igral v Bijelem dugmetu. V začetku leta 1976 se skupina odpravi v Ameriko, kjer posname Ivandićev singel s pesmima "Džambo" in "Vatra" ter Bebekov s pesmima "Milovan" in "Goodbye America" .  V začetku jeseni je Ivandić odšel v JNA, njegovo mesto pa je začasno prevzel Milić Vukašinović iz Indexi.
Ko je leta 1978 Bregović je šel v vojsko, Ipe in Laza Ristovski sta začela svoj projekt "Stižemo". Glede na začetni uspeh zapuščajo Bijelo Dumje in se popolnoma posvečajo novemu projektu. Toda 19. septembra istega leta je bil Ipe aretiran zaradi posedovanja hašiša in obsojen na tri leta zapora.  Po tem se je Ivandić odločil pustiti svoje pregrehe, prodal bobne, začel študirati in uspešno opravil več izpitov na Fakulteti za politične vede v Sarajevu, smer novinarstvo. Kmalu je spoznal, da brez glasbe ne more živeti, zato si je ponovno kupil inštrument in leta 1979 . s Slađanom Miloševićem posnel album "Gorim od želje da ubijem noć" . 
17. februarja 1981 . je odšel na prestajanje kazni v Fočo . Že od prvega dne je izstopal z vzornim obnašanjem in delom v glasbeni sekciji, dvakrat pa je dobil tudi dovoljenje za nastop s KUD "Braća Ribar" iz Foče. Za dan republike 1982 . leta ga je predsedstvo SFRJ oprostilo nadaljnjega prestajanja kazni. Okoli novega leta je sprejel povabilo, da ponovno prevzame svoje mesto v Bijelih dugmetih, kjer je ostal do razpada skupine leta 1989 . 
Z dolgoletno punco Amilo Sulejmanović je posnel dva albuma - "Kakav divan dan" (1985) in "Igre slobode" (1986), na katerih je poskušal negovati glasbo, ki temelji na zvoku elektronskih instrumentov. Po neuspehu zadnjega albuma je opustil kakršno koli glasbo izven "Bijelega dugmeta".

## Smrt
12. januarja 1994 je Ivandić v Beogradu padel s šestega nadstropja stavbe in umrl. Domneva se, da gre za samomor, čeprav Bebek v zgornjem intervjuju trdi, da v to ne verjame. Goran Bregović meni, da je padel čez teraso hotelske sobe zaradi zaspanosti.
Kje je živel po začetku vojne v nekdanji Jugoslaviji, ni jasno. Večina pravi, da je živel v Beogradu, Željko Bebek pa v intervjuju pravi, da je živel na Dunaju.